# Andrew Spencer
Andrew Spencer (* 1980; bürgerlich Dominik Hüttner) ist ein deutscher DJ und Musiker.

## Leben
Hüttner entdeckte schon früh seine Liebe zur Musik und machte seine ersten Erfahrungen mit dem Videoschnittpult seines Vaters. Mit 18 Jahren hatte er 1998 erste Auftritte als DJ, zuerst im fränkischen Raum (u. a. Eltmann, Haßfurt, Hofheim und Gerolzhofen), dann im süddeutschen, ab 2002 auch deutschlandweit. 2004 wurde Spencer Resident-DJ im Funpark Hagen. 2005 erschien seine erste Single „I´m Always Here“, die eine House-Coverversion der Baywatch-Titelmelodie ist. Kommerziell erfolgreich war 2007 seine Coverversion des Cranberries-Klassikers Zombie zusammen mit The Vamprockerz. 2008 wechselte er als Resident-DJ vom Funpark Hagen zum Funpark Königswinter.

## Diskographie

### Singles
- 2005: I’m Always Here (Blue Nature House Mix)
- 2006: I’m Always Here
- 2007: To Be With You
- 2007: Zombie (mit The Vamprockerz)
- 2008: I Need A Hero
- 2008: To Be With You
- 2008: Here Without You (vs. Lazard)
- 2009: Shake it!
- 2009: Video Killed The Radio Star
- 2009: Stop Loving You
- 2010: Let’s Rock
- 2010: Zombie 2k10 (mit The Vamprockerz)
- 2010: No Soul (mit Daniel Slam)
- 2010: Heart Of The Ocean (Titanic Theme)
- 2011: Can´t Stop Love (mit Pit Bailay)
- 2011: I’m Always Here (Baywatch Theme) (mit Pit Bailay)
- 2020: Voices (mit Aquagen)